# كلارنس كولمان
كلارنس كولمان (بالإنجليزية: Clarence Coleman)‏ هو لاعب كرة القدم الكندية أمريكي، ولد في 4 يونيو 1980 في ميامي في الولايات المتحدة.

## وصلات خارجية
- كلارنس كولمان على موقع مرجع كرة القدم المحترفة.كوم (الإنجليزية)